# Riccardo Cucciolla
Riccardo Cucciola (5. září 1924 – 17. září 1999) byl italský herec. Původně studoval práva, ale od toho opustil a začal pracovat v rozhlase. Poté namlouval převážně dokumentární filmy. Od padesátých let pronikl do hraného filmu a začal obsazovat vedlejší role. V roce 1971 na sebe strhl pozornost rolí Nicoly Sacca ve filmu Sacco a Vanzetti. Za tuto roli byl na mezinárodním festivalu v Cannes oceněn jako nejlepší herec. Hrál v několika dalších filmech se sociálně kritickou tematikou.